# Francesco Coppola (homme politique)
Pour les articles homonymes, voir Francesco Coppola.
Francesco Coppola (Naples, 27 septembre 1878 - Anacapri, 10 février 1957) est un homme politique, conférencier et journaliste italien. Exposant du nationalisme italien, il est parmi les fondateurs de l'Association nationaliste italienne (Associazione Nazionalista Italiana).

## Biographie
Né à Naples en 1878, après avoir obtenu une licence en droit, il commence sa carrière journalistique en 1904 dans la rédaction du journal Giornale d'Italia, et quatre ans plus tard, il passe à la Tribuna, où il reste jusqu'en 1914. En 1910, Francesco Coppola, avec Enrico Corradini et Luigi Federzoni, participe à la fondation de l'Association nationaliste italienne et, l'année suivante, de l'hebdomadaire du même mouvement, L'Idea Nazionale.
Favorable à l'intervention italienne, il s'engage comme volontaire dans la Première Guerre mondiale et, à la fin du conflit, s'exprime de manière polémique contre le traité de Versailles, le considérant comme punitif (la soi-disant victoire mutilée) envers les aspirations italiennes. En 1923, il est favorable à la confluence du mouvement nationaliste avec le fascisme.
Il édite, d'abord avec le juriste Alfredo Rocco, de 1919 à 1943, le périodique Politica, la plus importante revue de politique étrangère italienne de ces années-là. En 1929, Coppola est appelé à faire partie de l'Accademia d'Italia et, la même année, il devient maître de conférences en diplomatie et en histoire des traités à l'université de Pérouse, puis enseigne le droit international à l'université de Rome. 
Il meurt à Anacapri, une ville de l'île de Capri, à l'âge de soixante-dix-huit ans, en 1957.

## Œuvres
- La crisi italiana 1914-1915, Rome, L'italiana, 1916.
- La politica della pace, 2 voll., Bologne, Zanichelli, 1921. Comprende:

1. La pace democratica
2. La fine dell'intesa

- La rivoluzione fascista e la politica mondiale, Rome, Edizioni di politica, 1923.
- La pace coatta, Milan, Treves, 1929.
- La vittoria bifronte, Milan, Hoepli, 1936.
- Fascismo e bolscevismo, Rome, Istituto nazionale di cultura fascista, 1938.

## Source
- (it) Cet article est partiellement ou en totalité issu de l’article de Wikipédia en italien intitulé « Francesco Coppola (politico) » (voir la liste des auteurs).